# 제이슨 데이비드 프랭크
제이슨 데이비드 프랭크(영어: Jason David Frank, 1973년 9월 4일 ~ 2022년 11월 19일)는 미국의 배우, 성우이자 헤비급 종합격투기 선수이다. 1993년부터 《파워레인저》 시리즈에 출연하여 토미 올리버 역할을 맡으면서 이름을 알렸다. 또한 유도 ·태권도·무에타이·브라질리안 주짓수·절권도·가라테 유단자로 활약하기도 했다.
2010년 1월 30일에 아마추어 종합격투기 선수로 데뷔했고 2010년 8월 4일에 열린 프로 종합격투기 데뷔전에서 호세 로베르토 바스케스를 상대로 승리를 기록했다. 2013년 1월 30일에는 스카이 다이빙 자유 낙하를 통해 가장 많은 소나무 판자를 파괴하여 기네스 세계 기록으로 공인받기도 했다.
2022년 11월 19일 향년 49세의 나이로 세상을 떠났다. 아내와 다투다 극단적인 선택을 한 것으로 밝혀졌다.

## 출연 작품
- 파워 레인저 - 다이노썬더 미국판 (2003) 토미 올리버 역
- 무적 파워 레인저 (1997) 토미 올리버 역
- 파워 레인저 (1995) 토미 올리버 역
- 스위티 밸리 하이 (1994)
- 마이티 모핀 파워레인저 (1993) 토미 올리버 역